# Katarina Gattilusio
Katarina Gattilusio (? – kolovoz 1442.) bila je druga žena bizantskog cara Konstantina XI., dok je ovaj bio samo despot.
Bila je kći Dorina od Lezba i Oriette Dorije. Dorino je bio lord otoka Lezba.
Katarina je zaručena za Konstantina 1440. godine. Sljedeće su se godine i vjenčali u kolovozu, ali im brak nije potrajao jer je umrla 1442. godine nakon spontanoga pobačaja. Umrla je u Palaiokastronu na otoku Lemnu.